# Sant Ramon de Portell
Sant Ramon de Portell és una capella al centre de la vila de Portell, al municipi de Sant Ramon, a la comarca de la Segarra, al peu de la carretera LV-3003 de Sant Ramon a Torà, al seu pas per l'interior de la població. És un monument protegit i inventariat dins el Patrimoni Arquitectònic Català.

## Arquitectura
Capella d'una sola nau realitzada amb carreus regulars i paredat i amb coberta a dues aigües amb campanar d'espadanya i absis recte. A la façana principal, trobem la porta d'accés amb llinda superior, on hi apareix la inscripció "ACÍ ES NAT SANT RAMON NONAT", per sobre de la qual hi ha un rosetó per il·luminar l'interior, amb la presència d'un campanar d'espadanya d'un sol ull coronant l'edifici. L'interior de la capella està coberta amb volta de canó, restaurada i pintada posteriorment, amb la presència de pilars adossats al mur dels quals arranquen uns arcs faixons per sustentar la volta. A la zona de l'altar, hi ha una imatge de Sant Ramon Nonat amb els seus atributs, situat dins una fornícula en forma de petxina, amb petites pilastres adossades exteriors. També a la part interior de la capella, però al mur situat per damunt la porta d'accés, hi ha una làpida de marbre amb la representació d'un sol i una inscripció: "ACÍ ES NAT SANT RAMON NONAT, P. I. SOLÉ, 1655".

## Història
La capella es va alçar al lloc on, segons la tradició, va néixer l'any 1200-1204 sant Ramon Nonat, dit nonat perquè va ser extret del ventre de la seva mare, morta el dia anterior, mitjançant una arma de tall. La devoció al Sant està molt arrelada a tota la comarca, fins a tal punt que Ramon és (o era) un dels noms personals més comuns que es podien trobar. Aquest fet va donar lloc a la següent dita molt popular a la Segarra: "De Ramons, Joseps i ases, n'hi ha a totes les cases"